# Gadrang Lobsang Rigzin
Gadrang Lobsang Rigzin (tibétain : དགའ་བྲང་བློ་བཟང་རིག་འཛིན, Wylie : dga' brang blo bzang rig 'dzin), aussi écrit Ghadrang, (1905,  Gyantse, Tibet-19..) est un homme politique tibétain. Il fut ministre des Finances puis premier ministre du Gouvernement tibétain en exil dans les années 1960 et 1970.

## Biographie
Gadrang Lobsang Rigzin est né en 1905 à Gyantse au Tibet.  
Dans les années 1950, il fait partie d'un groupe de Tibétains qui sont envoyés en visite à Pékin.
Il fait partie de l'entourage qui accompagne le dalaï-lama lors de sa visite en Inde en 1956 pour participer aux cérémonies du 2500e anniversaire de la mort du Bouddha. 
Il est le majordome du dalaï-lama, par qui toute demande d'entrevue doit transiter. La veille du 10 mars 1959, il refuse de transmettre un message de fonctionnaires tibétains demandant que le dalaï-lama ne se rende pas à un spectacle à l'invitation des Chinois. Il préfère introduire Phala et Takla directement auprès du dalaï-lama qui l'informent que les conditions imposées par les Chinois pour assister au spectacle constituent un danger lui. Le dalaï-lama ne le prend pas au sérieux, et indique qu'il se rendra à l'invitation. Cette décision fut à l'origine d'une rumeur qui allait déboucher sur le soulèvement tibétain de 1959.

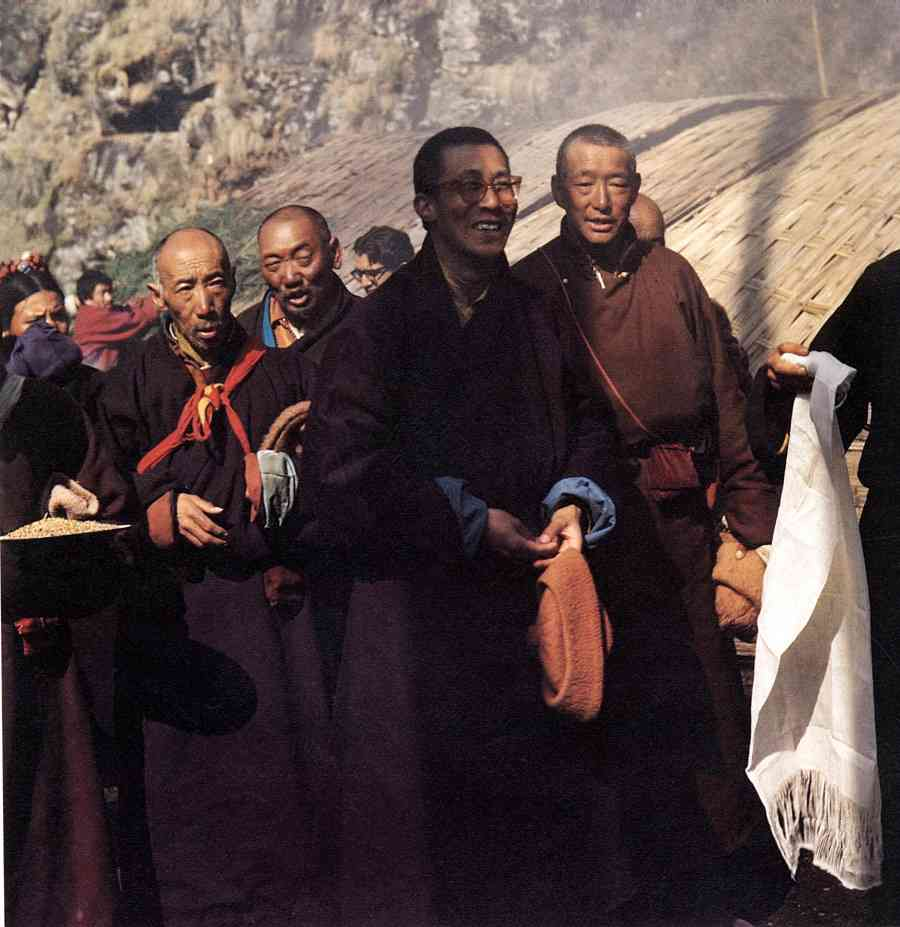
Le dalaï-lama arrive en Inde le 31 mars 1959 par le Kameng occidental entouré de Gadrang et Phala.

Le 17 mars 1959, il accompagne le dalaï-lama en exil en Inde. Il conduit avec  M. Phala et Phuntsok Tashi Takla la première phase de l'évasion, avant que les résistants du Chushi Gangdruk ne prennent le relais
Jusqu'en 1966, avant la création du Ministère des finances, Gadrang Lobsang Rigzin assume les activités budgétaires pour le Ministère de la sécurité durant les deux premiers Kashag du gouvernement tibétain en exil. 
Il est premier ministre du 3e Kashag de 1970 à 1975.